# Hugh Martin
Hugh Martin (Birmingham, 11 de agosto de 1914 - Encinitas, 11 de março de 2011) foi um compositor, arranjador, treinador vocal e dramaturgo estadunidense. Ele era mais conhecido por sua trilha sonora do filme Agora Seremos Felizes (1944) estrelado por Judy Garland.